# Rhaphuma suturalis
Rhaphuma suturalis är en skalbaggsart som beskrevs av Charles Joseph Gahan 1906. Rhaphuma suturalis ingår i släktet Rhaphuma och familjen långhorningar. Inga underarter finns listade i Catalogue of Life.